# Springfield (Illinois)
Pour les articles homonymes, voir Springfield.
La ville de Springfield est la capitale de l'État de l'Illinois, aux États-Unis, et le siège du comté de Sangamon. Elle est située à 139 km au nord-nord-est de Saint-Louis et à 283 km au sud-ouest de Chicago, principale ville de l'État et troisième du pays par sa population.
En 2020, d'après le Bureau du recensement des États-Unis, Springfield comptait 114 394 habitants, et plus de 208 882 pour son agglomération. Bien qu'elle soit la capitale de l'État, elle reste bien souvent dans l'ombre de Chicago.

## Histoire
Le peuplement débuta à la fin des années 1810 et la ville fut d'abord appelée Calhoun en hommage à John Caldwell Calhoun avant d'être renommée Springfield en 1832. Devenue le siège du comté de Sangamon en 1821, la ville fut désignée comme capitale de l'État de l'Illinois en 1837.
Abraham Lincoln est l'un des anciens résidents les plus importants, car en 1831 il déménagea de l'État de l'Indiana pour s'y installer et vécut à Springfield de 1837 jusqu'à 1861, date à laquelle il exerça la profession d'avocat en parallèle avec sa carrière politique. Lors du déclenchement de la guerre de Sécession en 1861, Ulysses S. Grant commença sa carrière militaire dans la ville en prenant la direction des milices de l'Illinois.
En 1908, une émeute raciale fit éruption dans la ville avec le lynchage de deux résidents afro-américains, qui conduit à la création de la National Association for the Advancement of Colored People.
En 2007, Barack Obama, sénateur de l'Illinois, déclare officiellement sa candidature à l'investiture démocrate devant une foule de partisans dans les rues de Springfield.

## Démographie
| Groupe            | Springfield | Illinois | États-Unis |
| ----------------- | ----------- | -------- | ---------- |
| Blancs            | 75,8        | 71,5     | 72,4       |
| Afro-Américains   | 18,5        | 14,6     | 12,6       |
| Métis             | 2,6         | 2,3      | 2,9        |
| Asiatiques        | 2,2         | 4,6      | 4,8        |
| Autres            | 0,7         | 6,7      | 6,4        |
| Amérindiens       | 0,2         | 0,3      | 0,9        |
| Total             | 100         | 100      | 100        |
|                   |             |          |            |
| Latino-Américains | 2,0         | 15,8     | 16,7       |

Selon l'American Community Survey, pour la période 2011-2015, 93,71 % de la population âgée de plus de 5 ans déclare parler l'anglais à la maison, 1,99 % déclare parler l'espagnol et 4,30 % une autre langue.

## Transports
Springfield possède un aéroport (Capital Airport, code AITA : SPI). Il se situe sur l'historique Route 66.

## Culture

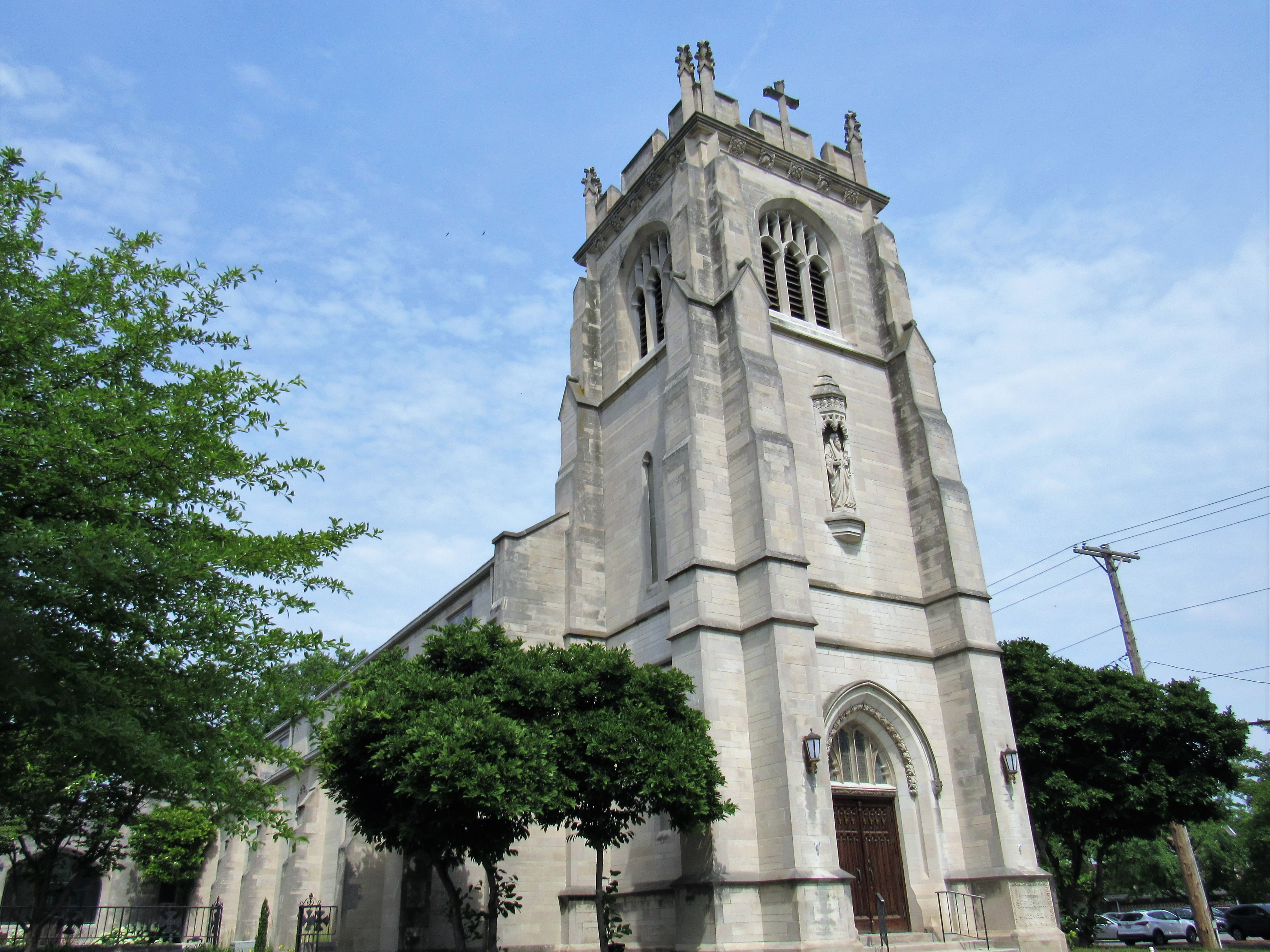
La cathédrale Saint-Paul.

Springfield est connu pour sa cuisine et ses performances artistiques telles que le ballet, le jazz et le festival du carillon, qui se déroule chaque année. Les attractions touristiques incluent une multitude de sites historiques affiliées à Lincoln, les sites du gouvernement de l'État de l'Illinois et diverses attractions liées à la cuisine locale tel que le Maid-Rite Sandwich Shop.
La tombe de Lincoln (Lincoln Tomb), dans le cimetière de la ville, est un monument imposant, géré par le National Park Service. De même, dans le centre-ville, un quartier de quelques blocs datant des années 1850 a été conservé, avec, notamment, la maison du sénateur A. Lincoln.
Springfield étant un nom de ville très courant aux États-Unis, Matt Groening a choisi de baptiser ainsi la ville où vivent les héros du dessin animé Les Simpson.